# Kathmandu
Kathmandu ([katˈmandu, katmanˈduː], Nepali काठमाडौं Kāṭhamāḍauṁ, Newari येँ Yẽ, früherer Name Kantipur) ist die Hauptstadt des Staates Nepal. Mit rund 2 Millionen Einwohnern ist sie die bevölkerungsreichste Stadt des Landes und zudem Sitz der Südasiatischen Vereinigung für regionale Kooperation (SAARC).

## Lage
Kathmandu liegt im Zentrum des dicht besiedelten Kathmandutales, einem in 1300 m Höhe liegenden Talkessel von etwa 30 km Durchmesser. Die benachbarten größeren Städte im Tal, Lalitpur (Patan), Bhaktapur, Madhyapur Thimi, Kirtipur und zahlreiche kleinere Städte und Gemeinden bilden den Ballungsraum von Kathmandu. Die umliegenden Berge haben Höhen zwischen 2000 und 2700 m. Im Norden und mehr noch im Westen haben die Ausläufer der dicht gebauten Stadt den Fuß dieser Berge schon erreicht. Die Stadt erstreckt sich an der Nordseite des Bagmati. Der Kernbereich liegt zwischen den Flüssen Vishnumati und Dhobi Khola. An der Südseite des Bagmati liegt die Schwesterstadt Lalitpur (Patan).
Das Wasser der im Kessel zusammenlaufenden Flüsse wird einzig über den Hauptfluss Bagmati durch eine Schlucht nach Süden abgeführt, durch die sonst keine Verkehrswege führen. Die wichtigste und bislang noch einzige Verkehrsanbindung an das übrige Land erfolgt über einen Pass im Westen der Stadt. Die extremen Monsunniederschläge führen alljährlich zu zahlreichen Erdrutschen, so dass Kathmandu immer wieder für einige Tage von der Außenwelt abgeschnitten ist. Eine zweite Straßenverbindung in den Terai, beginnend in Dhulikhel, etwa 30 km östlich von Kathmandu, ist seit 1997 im Bau und annähernd fertiggestellt. Die prekäre Anbindungssituation der Stadt wird damit deutlich verbessert werden.
Der Araniko Highway führt über Bhaktapur und Dhulikhel bis zur Sino-Nepalesischen Freundschaftsbrücke an der Grenze zu Tibet. Der Highway ist seit Jahren aufgrund von Erdrutschen und schlechtem Zustand auf dem letzten Teilstück bis zur Grenze mit der Volksrepublik China insbesondere während der Regenzeit häufig nicht befahrbar. Im weiteren Verlauf auf chinesischer Seite ist die Straße als Friendship Highway nach Lhasa durchgehend befestigt und ausreichend ausgebaut.
Kathmandu ist via Flughafen Kathmandu erreichbar. Von drei Passstraßen nach Tibet ist eine verschüttet worden.

## Klima
|                        | Jan  | Feb  | Mär  | Apr  | Mai  | Jun  | Jul  | Aug  | Sep  | Okt  | Nov  | Dez  |   |      |
| Mittl. Temperatur (°C) | 10,0 | 11,7 | 16,1 | 20,0 | 23,1 | 24,4 | 24,4 | 24,2 | 23,6 | 20,0 | 15,3 | 11,1 | ⌀ | 18,7 |
| Mittl. Tagesmax. (°C)  | 18,3 | 19,4 | 25,0 | 28,3 | 30,0 | 29,4 | 28,9 | 28,3 | 28,3 | 26,7 | 23,3 | 19,4 | ⌀ | 25,5 |
| Mittl. Tagesmin. (°C)  | 1,7  | 3,9  | 7,2  | 11,7 | 16,1 | 19,4 | 20,0 | 20,0 | 18,9 | 13,3 | 7,2  | 2,8  | ⌀ | 11,9 |
|                        |      |      |      |      |      |      |      |      |      |      |      |      |   |      |
| Niederschlag (mm)      | 18   | 17   | 39   | 48   | 90   | 248  | 386  | 285  | 178  | 78   | 6    | 1    | Σ | 1394 |
|                        |      |      |      |      |      |      |      |      |      |      |      |      |   |      |
| Sonnenstunden (h/d)    | 6,6  | 7,6  | 7,9  | 7,1  | 7,7  | 5,9  | 3,9  | 4,5  | 5,4  | 6,3  | 7,9  | 6,2  | ⌀ | 6,4  |
|                        |      |      |      |      |      |      |      |      |      |      |      |      |   |      |
| Luftfeuchtigkeit (%)   | 73   | 69   | 63   | 59   | 66   | 77   | 84   | 83   | 83   | 79   | 77   | 77   | ⌀ | 74,2 |

| 1,7 |

| 3,9 |

| 7,2 |

| 11,7 |

| 16,1 |

| 19,4 |

| 20,0 |

| 20,0 |

| 18,9 |

| 13,3 |

| 7,2 |

| 2,8 |

| 1,7 |

| 3,9 |

| 7,2 |

| 11,7 |

| 16,1 |

| 19,4 |

| 20,0 |

| 20,0 |

| 18,9 |

| 13,3 |

| 7,2 |

| 2,8 |

## Geschichte

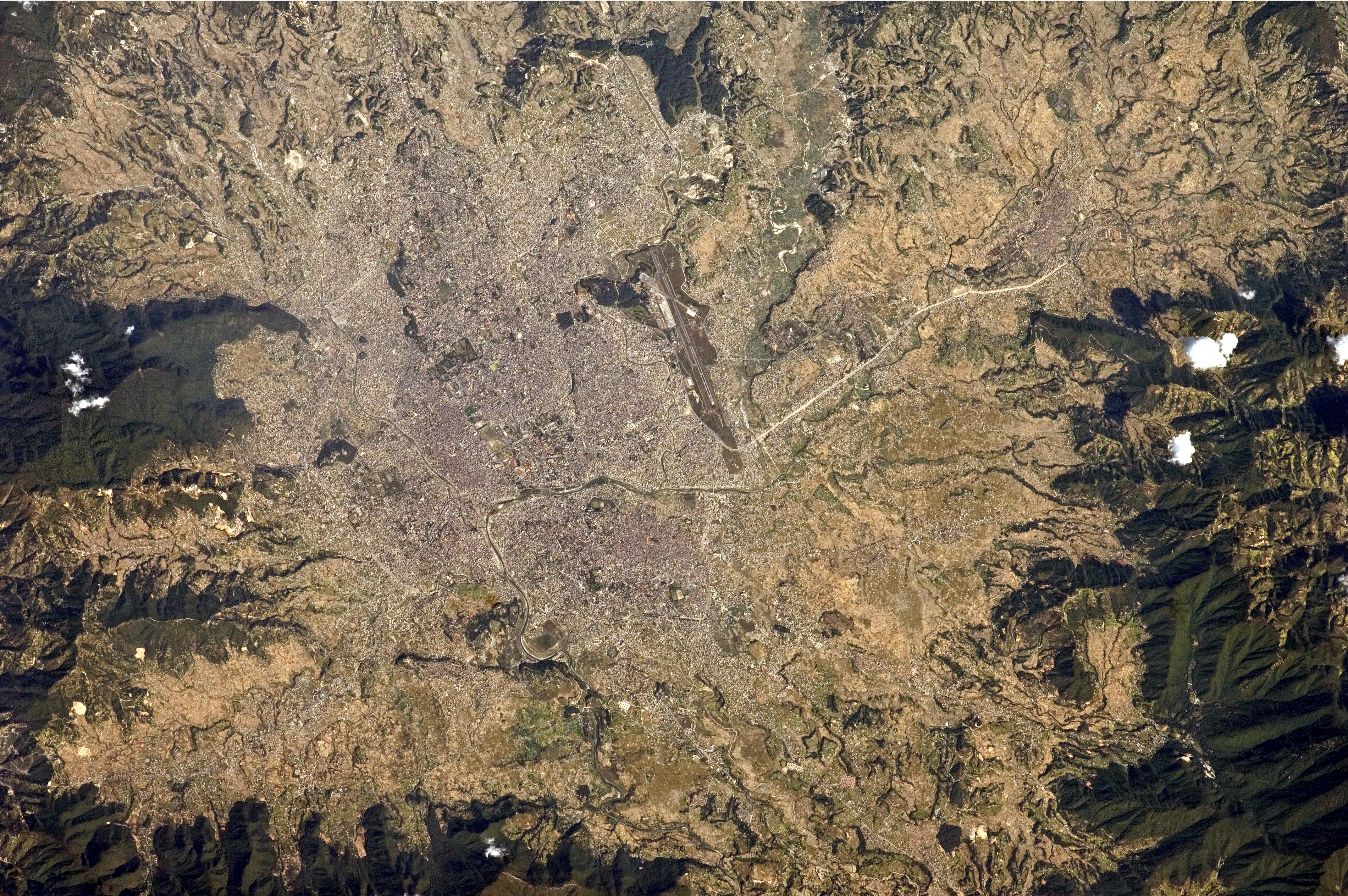
Kathmandu aus dem Weltall

Die Frühgeschichte Kathmandus wird in den buddhistischen und hinduistischen Legenden beschrieben. Ihnen zufolge entstand eine erste Ansiedlung am Zusammenfluss von Vishnumati und Bagmati, nachdem das Tal zuvor von Buddha Manjushri bzw. Pradyumna, einem Sohn Krishnas, trockengelegt und damit großflächig bewohnbar gemacht worden war. Die „Manju-Patan“ genannte Stadt erstreckte sich von Swayambhunath bis Guhyeswari und wurde von Dharmakara regiert. Auf weitere Könige folgte schließlich die rund 300 Jahre umfassende Herrschaft der Kiranti, einem ost-nepalesischen Bergvolk, die bis ca. 300 v. Chr. andauerte und das Kathmandu-Tal in ein blühendes Handelszentrum verwandelte.
Früh im 1. Jahrtausend n. Chr. fiel die Macht in die Hände der aus Indien stammenden Licchavi-Dynastie, die den Hinduismus und das Kastenwesen mitbrachte. Von Chinesischen Reisenden im 7. Jahrhundert stammen Berichte, dass Buddhismus und Hinduismus friedlich nebeneinander existierten. Der Blütezeit unter den Licchavis folgte eine Zeit der Instabilität, über die wenig bekannt ist. Für das 9. Jahrhundert sind im Kathmandutal einige Stadtgründungen belegt.
Der Ursprung Kathmandus ist legendenumwoben. Die Göttin Mahalakshmi hatte dem König Gunakama Deva etwa 950 n. Chr. im Traum aufgetragen, eine Stadt am Zusammenfluss von Vishnumati und Bagmati zu gründen und Kantipur zu nennen. Die Stelle ist, wie viele andere Zusammenflüsse, heilig, weil man dort Kanesvara, eine Inkarnation Vishnus, findet. Es ist aber davon auszugehen, dass die Stadt zu dem Zeitpunkt bereits bestand und es sich eher um eine Neuordnung von Stadtbereichen und Zuordnung von Schutzgöttern handelte. Gunakama Deva verlegte den Königssitz von Patan nach Kantipur und ließ 18.000 Häuser und den goldenen Brunnen Suvarnapranali bauen. Er brachte Schutzgottheiten in die Stadt, Chandesvari, Rakta Kali (Kankeshvari), Pacali Bhairava, Indrayani, Maheshvari und Lomri, die heute noch in Kathmandu verehrt werden. Eine Quelle aus dem 12. Jahrhundert erwähnt einen Tempel namens Kasthamandap. Dieser Tempel in Pagodenform stand bis zu seiner Zerstörung beim Erdbeben 2015 am zentralen Durbar-Platz. Auf Kasthamandap, zusammengesetzt aus Sanskrit kastha, „Holz“ und mandap, „Pavillon“, geht der heutige Stadtname Kathmandu zurück.
Im Jahr 1382 geriet das gesamte Tal unter die Herrschaft der Newar unter Jayastithi Malla, dem Begründer der noch heute verehrten Malla-Dynastie. Drei Generationen später wurde das Reich unter drei Brüdern und einer Schwester aufgeteilt, jeweils mit den Hauptstädten Kantipur, Lalitpur, Bhadgaon und dem östlich an das Kathmandutal angrenzenden Banepa. Die Konkurrenz unter diesen vier Städten führte zu einer Blüte in der Kunst. In allen drei Städten entstanden, hauptsächlich von Newar-Künstlern, Tempelbezirke mit prächtigen Pagoden und Palästen. Rinnsteine, Wasserbecken und öffentliche Wasserstellen wurden angelegt. Der Wohlstand der Stadt beruhte auf dem blühenden Handel und Zolleinnahmen.
In der Regierungszeit Mahendra Mallas wurde im 16. Jahrhundert der Bereich um den Palast mit bedeutenden, reich verzierten Gebäuden ausgestattet. Um 1560 entstand mit dem dreigeschossigen, auf einer Stufenpyramide stehenden Taleju-Tempel der erste Monumentalbau im Kathmandutal und Pashupatinath am Bagmatiufer. König Pratapa Malla ließ den Palast zur heutigen Größe ausbauen und u. a. auch den Rani Pokhari anlegen. Pratapa, der sich als König der Poeten betrachtete, ließ 1654 das „Gebet zu Kali“ in 15 Sprachen in eine Wand des Königspalastes meißeln.
1768 wurden Kathmandu und Patan von Truppen des Prithvi Narayan Shah aus Gorkha eingenommen. Der letzte Malla-König hatte noch den Schatz von Pashupatinath geraubt, um die Verteidigung zu bezahlen, und vergeblich die Britische Ostindien-Kompanie zu Hilfe gerufen. Ein Jahr später fielen auch Badgaon und Banepa in die Hände der Gurkhas. Kathmandu wurde zur Residenzstadt der Shah-Dynastie. Die Stadt wurde ab Mitte des 19. Jh. nach europäischem Vorbild ausgebaut. Der Kantipath entstand am Ostrand der Stadt entlang der Stadtmauer mit Palästen, Schulen, Krankenhäusern und Kasernen. Heute stellt diese Straße eine wichtige zentrale Nord-Süd-Achse der Stadt dar.
Die Nachfolger Prithvis Narayans annektierten benachbarte Ländereien und dehnten ihr Reich bis 1790 im Osten bis nach Sikkim und im Westen bis zum heutigen Uttar Pradesh aus. 1816 wurde infolge einer verlorenen Schlacht gegen die Engländer, die Indien kolonisiert hatten, zum Unmut der Nepali ein britischer Beobachter in Kathmandu stationiert. In der Folgezeit zog sich das Land in völlige Isolation zurück; außer Indern durfte kein Ausländer die Grenze übertreten. Noch 1948 war Nepal eines der größten von Europäern unerforschten Länder der Welt.
Bis 1846 folgte eine Zeit der Intrigen, in der alle Premierminister unter den Shahkönigen entweder ermordet oder in den Selbstmord getrieben wurden.
Im Jahre 1846 kam der Soldat Jung Bahadur Kunwar durch einen blutigen Staatsstreich an die Macht, bei dem Dutzende Adelige und über hundert Beamte ermordet wurden (Kot Massaker). Die Shahs werden entmachtet, fungieren aber weiter bis 1951 als Marionettenkönige. Kunwar ändert seinen Namen in Rana (König) und begründet damit die Rana-Dynastie, die in den folgenden 100 Jahren die Premierminister mit der eigentlichen Macht stellt. Unter den Ranas entstanden riesige Paläste im Stil des europäischen Neoklassizismus, z. B. der Singh Durbar, die größte Privatresidenz Asiens. Mangels einer Straßenanbindung wurden bis in die 1950er-Jahre alle Güter nach Kathmandu getragen, so auch die ersten Autos, z. B. der Rolls-Royce der Ranas.
Kathmandu wurde im Jahre 1934 von einem schweren Erdbeben getroffen, bei dem nur wenige Gebäude der Stadt unbeschädigt blieben. Die Zerstörung nahm man zum Anlass, die New Road, eine der heutigen Hauptgeschäftsstraßen der Stadt, als Verbindung der Kantpath mit dem Durbar Marg (Tempelbezirk) zu schaffen.

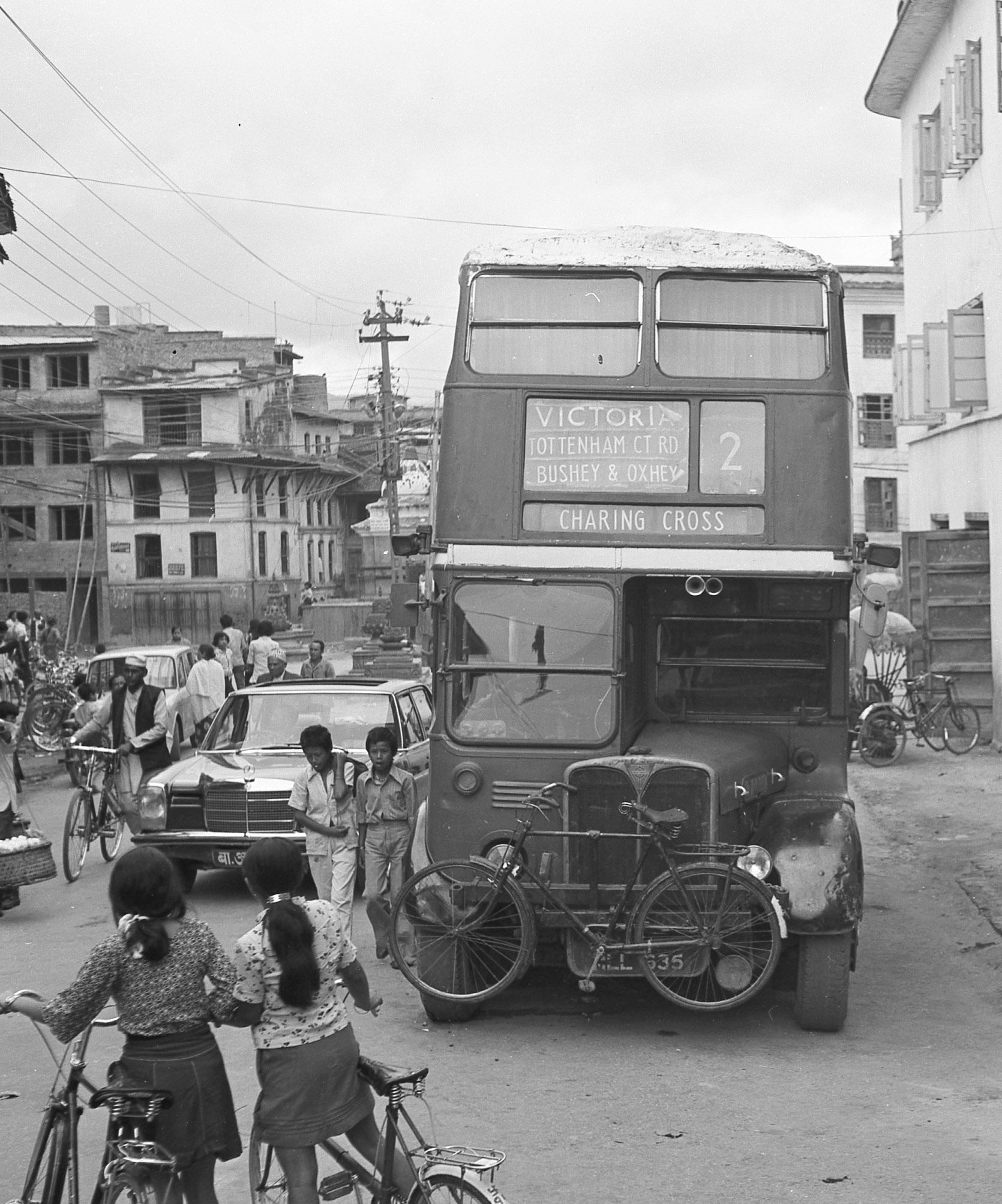
In den 1970er-Jahren war Kathmandu Ziel vieler Aussteiger aus westeuropäischen Ländern

Mit Hilfe Indiens kam König Tribhuvan 1951 wieder an die Macht, und unter seinem Sohn Mahendra trat in Kathmandu 1959 erstmals ein frei gewähltes Parlament zusammen. Der König fürchtete jedoch, an Macht einzubüßen, und mit der Begründung, dass die Regierung in den vergangenen vier Jahren zehnmal gewechselt hatte, erklärte er 1960 den Ausnahmezustand, löste das Parlament auf und verbot alle Parteien. Zwei Jahre später führte er das Panchayat ein, eine halb-demokratische Legislative mit wenig faktischer Macht. 1972 bestieg Mahendras Sohn Birendra den Thron. Die Unzufriedenheit im Volk erreichte 1979 einen Höhepunkt, und in Kathmandu kam es erstmals seit Menschengedenken zu gewalttätigen Demonstrationen. Der König gewährte eine Volksabstimmung, in der das Panchayat-System eine knappe Mehrheit erhielt. Auch nachdem es daraufhin 1981 zu Wahlen kam (ohne Beteiligung von Parteien), behielt der König die absolute Macht. In den 1980er-Jahren kam es vor allem in Kathmandu zu zahlreichen Demonstrationen und Unruhen, die von der Polizei brutal bekämpft wurden. Die Unruhen gipfelten 1990 in einen großen Aufstand, bei dem am 6. April auf dem Tundikhel 200 bis 300 Menschen ums Leben kamen. Unter dem Druck war der König schließlich gezwungen, das Panchayat-System aufzuheben und Wahlen zuzulassen, die im Mai 1991 stattfanden.
Im Juni 2001 spielte sich im königlichen Palast eine Tragödie ab. Nach der offiziellen Untersuchung lief der Kronprinz Dipendra Amok und erschoss 11 Mitglieder seiner Familie, einschließlich seiner Eltern, ehe er die Waffe gegen sich selbst richtete. Nachfolger wurde der im Volk weitgehend unbeliebte Bruder Birendras, Prinz Gyanendra. Dieser setzte unter der Begründung der ständig wechselnden und inkompetenten Regierungen und des eskalierenden Bürgerkrieges (Maoistenaufstand) am 1. Februar 2005 die Regierung ab, erklärte den Notstand und hob alle demokratischen Freiheiten auf. Die Gemeinderatswahlen im Februar 2006 wurden von allen Parteien boykottiert. Generalstreiks und zahlreiche Demonstrationen zwangen Gyanendra, das Parlament wieder einzusetzen. Die Maoisten beteiligten sich an der Interimsregierung, und das Parlament entzog dem König jede Machtbefugnis. Die für Herbst 2007 angesetzten Wahlen wurden verschoben, da über die Zukunft der Monarchie heftig gestritten wurde.
Die Wirtschaft der Stadt hat in dieser unsicheren Zeit schwer gelitten. Zu den zahlreichen Demonstrationen und Streiks, in deren Folge das Geschäftsleben völlig zusammenbrach, kamen zeitweise Belagerungen der Stadt durch Maoisten und die Abschnürung von der Außenwelt. Der Tourismus, wichtige Einnahmequelle sowohl der Stadt als auch des ganzen Landes, blieb über Jahre völlig aus.
Am 25. April 2015 wurde die Stadt von einem schweren Erdbeben der Stärke 7,8 getroffen. Zahlreiche Menschen wurden getötet und Gebäude stürzten ein, darunter der 61 Meter hohe Dharahara-Turm. Ende September 2024 forderte der heftigste Monsunregen seit Jahrzehnten bislang fast 200 Tote im Gebiet Kathmandu.

## Demografie
Die folgende Tabelle zeigt die Entwicklung der Einwohnerzahlen der Stadt.
| 1971 (Zensus) | 1981 (Zensus) | 1991 (Zensus) | 2001 (Zensus) | 2006 (Schätzung) | 2011 (Zensus) | 2021 (Zensus) |
| ------------- | ------------- | ------------- | ------------- | ---------------- | ------------- | ------------- |
| 150.402       | 235.160       | 421.258       | 671.846       | 777.795          | 975.453       | 862.400       |

Der Distrikt Kathmandu, der etwa ein Drittel des Kathmandutals einschließlich der Stadt Kathmandu umfasst, zählte bei der Volkszählung im Jahre 2021 insgesamt 2.041.587 Einwohner.

Blick auf Kathmandu
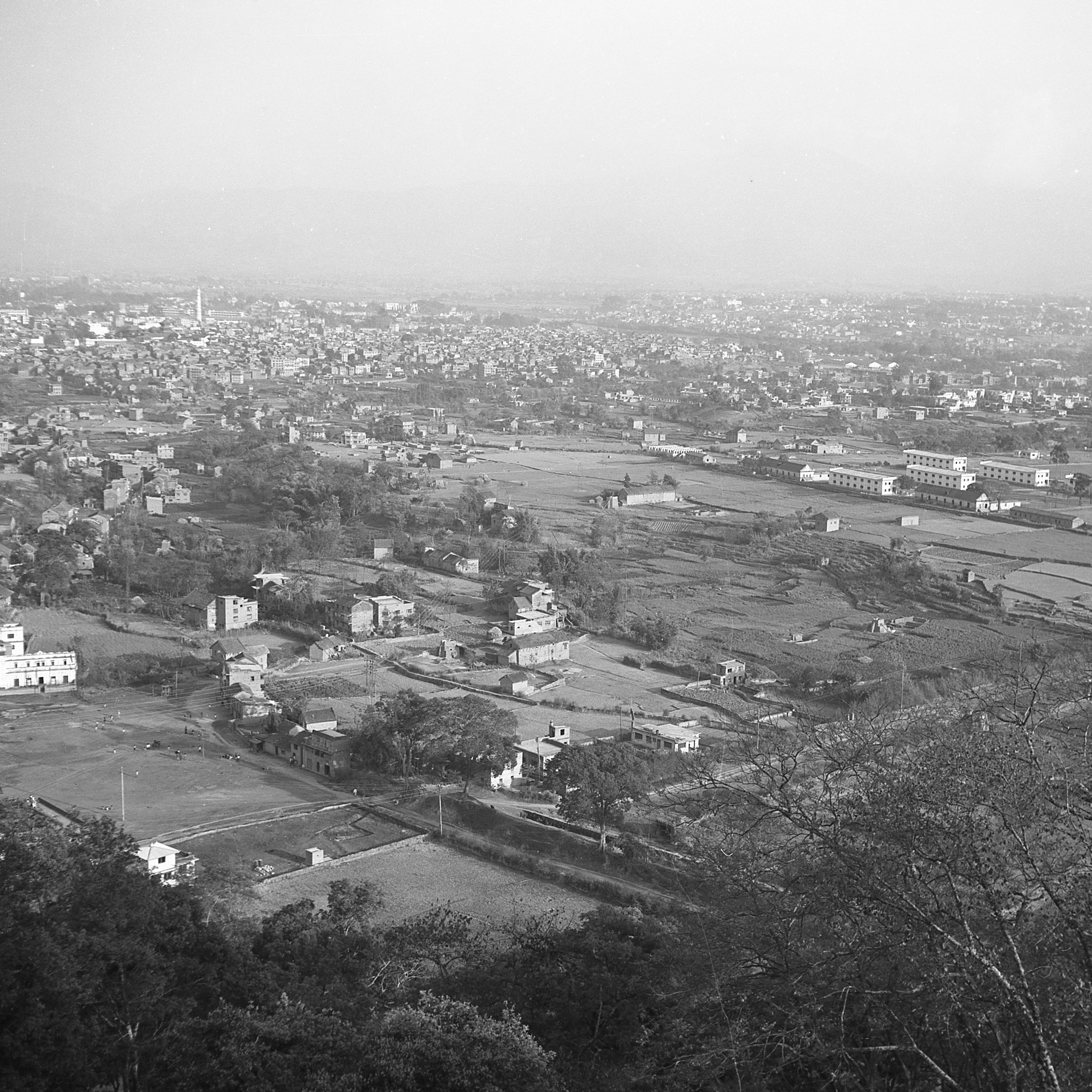
1977
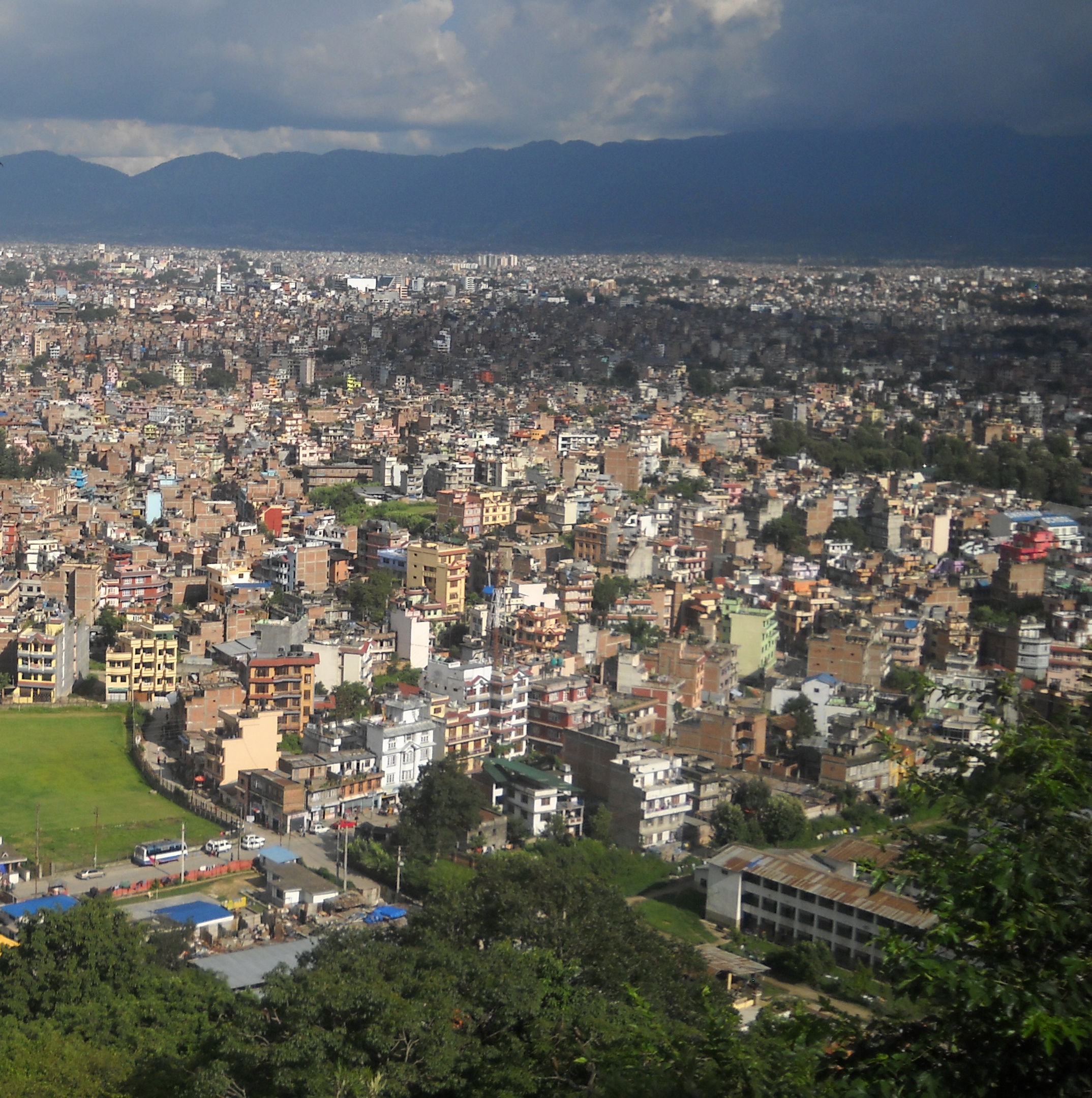
2013

## Stadtbild

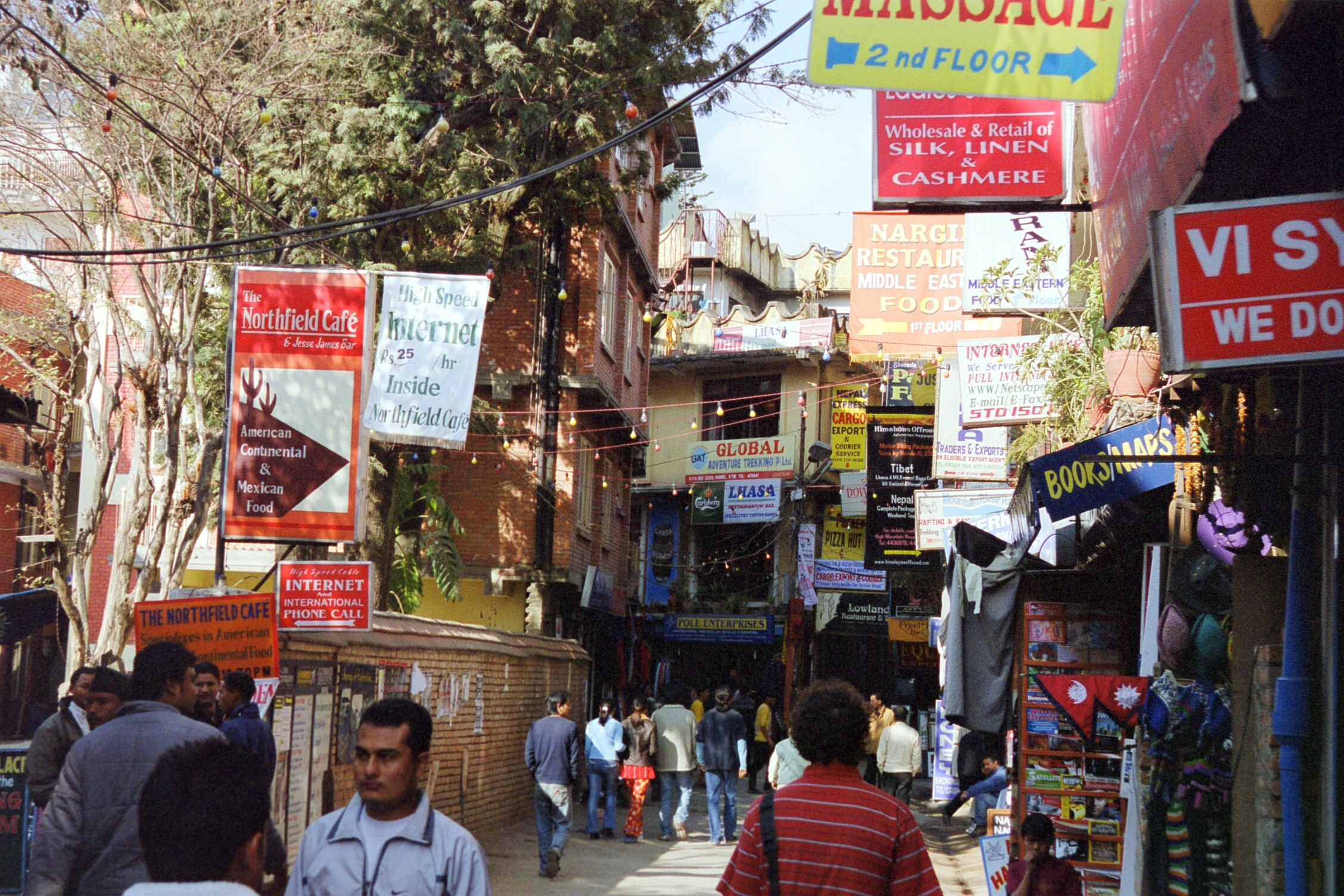
Im touristischen Stadtteil Thamel

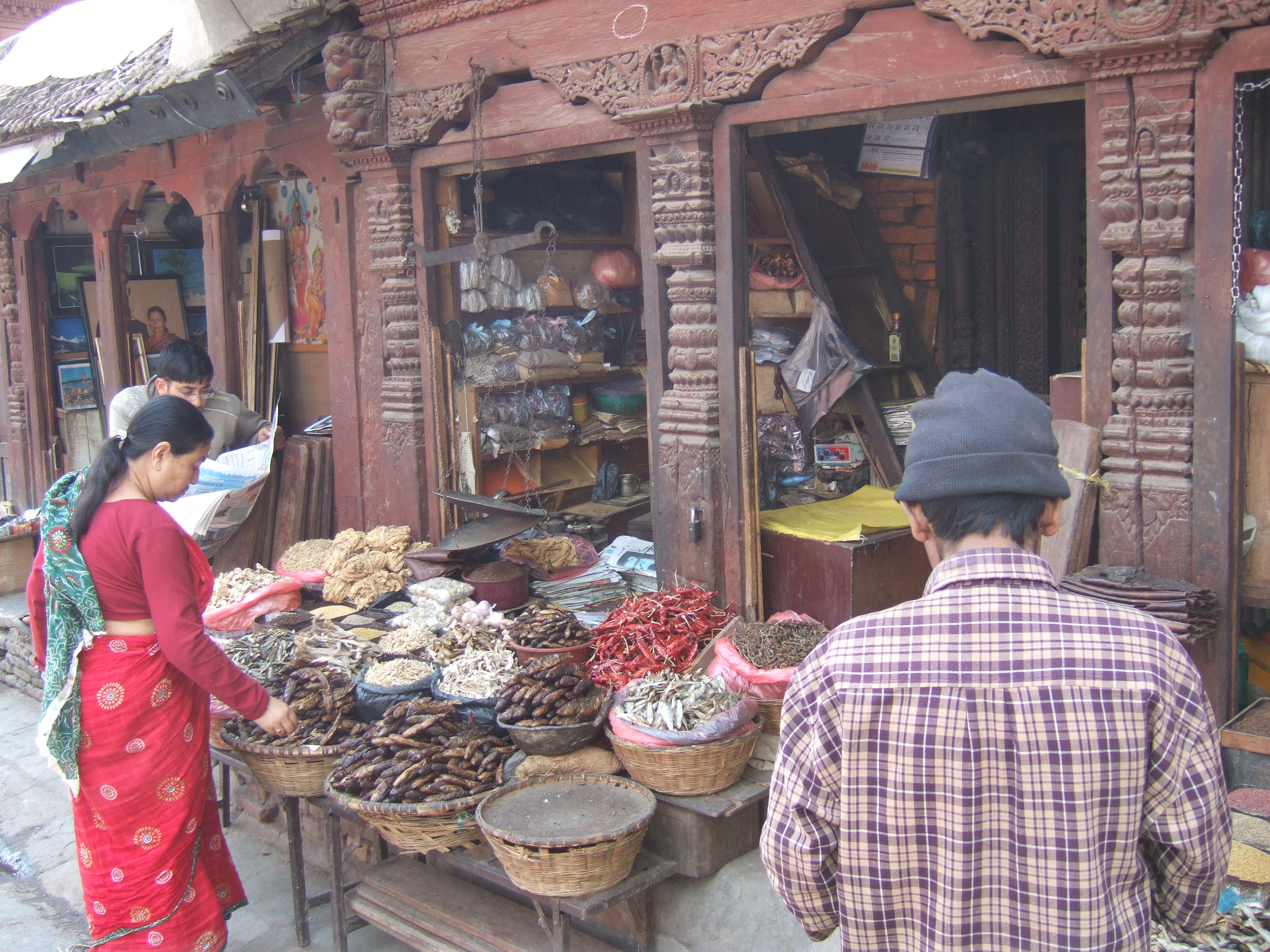
Traditionelle Läden in der Altstadt

Kathmandu ist politisches, kulturelles Zentrum von Nepal und mit Abstand die größte Stadt des Landes. Hier finden sich alle zentralen Institutionen Nepals, die Vertretungen vieler Länder und Entwicklungsorganisationen sowie die repräsentativen Bauten der Regierung und des Königshauses, die das Bild der Gesamtstadt prägen. Die Altstadt ist geprägt von hinduistischen Tempeln, insbesondere am Durbar Marg; weitere wichtige religiöse Bauwerke und Heiligtümer finden sich in den äußeren Bezirken der Stadt: Pashupatinath und buddhistische Stupas und Heiligtümer (u. a. Bodnath und Swayambhunath).
Die Altstadt hat eine extrem hohe Bebauungsdichte, verfügt aber weitgehend noch über die ursprüngliche Blockstruktur mit der für die Stadt typischen Innenhofbebauung (Bahal), z. B. Bhagwati Bahal, Khache Bahal, Om Bahal u. v. a. Die ruhigen, großen Bahals sind in der Regel nur durch schmale, niedrige und unscheinbare Zugänge zu erreichen und bilden einen starken Kontrast zum dichten Gedränge und Lärm in den Gassen. Das Tal mit den drei Königsstädten Kathmandu, Patan und Bhaktapur wird von der UNESCO seit 1979 als Weltkulturerbe eingestuft.
Die Bausubstanz der Wohngebäude, in der Altstadt vielfach im newarischen Baustil mit kunstvoll geschnitzten Fenstern, ist meist sehr schlecht, und trotz des Schutzstatus sind sie vom Verfall bedroht. Verfallene oder abgerissene Häuser werden, wie im ganzen Lande, durch Einfachst-Betonbauten ersetzt, denen dann gleich einige Geschosse mehr aufgesetzt werden. Diese Entwicklung schreitet schnell voran. Daher wird es das ursprüngliche Kathmandu in wenigen Jahren nicht mehr geben.

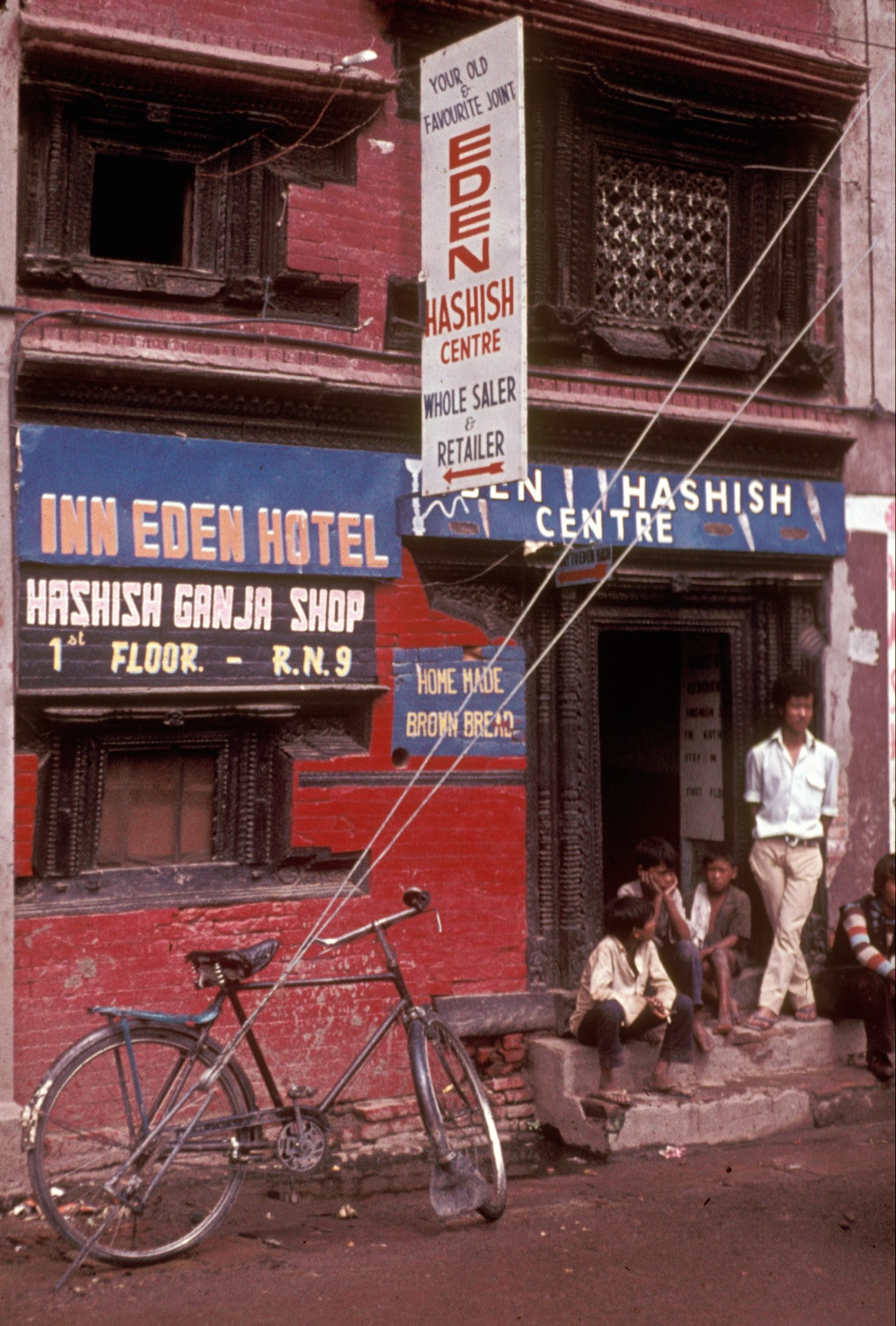
Haschisch-Geschäft in der Freak Street, 1973

Stadtbildprägend ist auch eine große, ungestaltete Grünfläche (Tundikhel) in der Stadtmitte, direkt östlich der Altstadt, um die der Hauptverkehr der Stadt im Uhrzeigersinn herumgeführt wird. Es gibt nur wenige ausgebaute breite Straßen im Stadtgebiet, beispielsweise vom Zentrum nach Osten zum Flughafen, der unmittelbar am Stadtrand liegt. Darüber hinaus gibt es den planerischen Glücksgriff einer um Kathmandu und Lalitpur führenden, breiten Ringstraße. Ansonsten spielt sich der ganze Verkehr bis auf wenige Ausnahmen auf schmalen, meist nur einspurigen Straßen und Gassen ab, auf denen sich gleichzeitig die Fußgänger bewegen. Bei der Stadtentwicklung hinkt die Erschließung fast immer hinterher: zuerst entstehen planlos die Häuser; danach werden die verbleibenden Trampelpfade zu kleinen Straßen ausgebaut, die kaum für Fahrzeuge und noch weniger für Notfahrzeuge zugänglich sind. Angesichts der stetig steigenden Anzahl von Fahrzeugen in Privatbesitz bricht der Verkehr in den Stoßzeiten regelmäßig zusammen. Die Verkehrsabgase tragen dazu bei, dass Kathmandu zu den Städten mit der höchsten Luftverschmutzung gehört, da die Kessellage einen Luftaustausch erschwert. Seit wenigen Jahren ist man dabei, wenigstens die zahlreichen Zweitakter (Tempos) durch batteriebetriebene saubere „Sapha“-Tempos zu ersetzen. Da diese einen großen Teil des Verkehrs ausmachen, trägt dies zu einer spürbaren und sichtbaren Verbesserung der Luftqualität, zumindest im Stadtzentrum, bei. Im öffentlichen Verkehr trug der Oberleitungsbus Kathmandu dazu bei, der mittlerweile aber stillgelegt wurde.
Kathmandu war auch eine Station auf den sogenannten Hippie trails. Die Stadt wurde in den 1960er- und 1970er-Jahren in einem Atemzug zusammen mit Kabul und der Khaosan Road in Bangkok genannt. Spuren davon findet man allenfalls in verschiedenen Namen von Restaurants und z. B. in dem noch gebräuchlichen Namen für eine kleine Straße in der Nähe des Durbar Square: Freak Street. Ansonsten ist von dem Flair dieser Zeit nichts übrig geblieben, und viele Touristen, die die Stadt mit der alten Mystik und dem Zauber in Verbindung bringen, erleben eine Enttäuschung.
Der Stadtteil Thamel hat sich zum Touristengebiet entwickelt und wird in der Trocken- und Reisezeit (Oktober bis April) von westlichen Touristen dominiert.
In der Nachbarstadt Lalitpur befindet sich der Central Zoo, der einzige Zoo Nepals.

## Verwaltung
Der Verwaltungsname der Stadt lautet Kathmandu Maha-Nagarpalika (Umschrift kaaThmaa Dau mahaanagarpaalikaa) (englisch Kathmandu Metropolitan City). Sie war bis zum Jahr 2017 die einzige Stadt des Landes mit dieser höchstmöglichen Verwaltungsstufe. Auf der nächsttieferen Ebene ist Kathmandu in 32 Stadtteile (wards) gegliedert.
Bei der Einteilung der Wards wurde weniger auf gewachsene Stadtteile als auf einigermaßen gleiche Größen bzw. Einwohnerzahlen geachtet. Gewachsene Stadtteile, die auch für die Orientierung eine wichtige Rolle spielen, sind Teku, Kalimati, Balaju (Industriegebiet), Putalisadak, Dillibazar, Gyaneswar (Deutsche Botschaft), Lazimpat (Botschaftsviertel), Thapathali, Chabahil, Baneswar, Min Bhawan und viele andere.

## Wirtschaft
In der Stadt befindet sich auch die Wertpapierbörse des Landes, die Nepal Stock Exchange.

## Einrichtungen
- Regierung, Verwaltung: Parlament, Ministerien, Oberstes Gericht, Nationalarchiv, Zentralbank. Die meisten dieser Einrichtungen sind in ehemaligen Ranapalästen untergebracht.
- Bildungseinrichtungen: Tribhuvan-Universität (Hauptcampus am südwestlichen Stadtrand im benachbarten Kirtipur), Birendra Intl. Convention Hall (Kongresshalle), Hermann Hesse Studien Zentrum
- Krankenhäuser: Bir Hospital, Nepal Mediciti hospital, Grande International Hospital, Army Hospital, Birandra Police Hospital, Kanti Kinderklinik, Teaching Hospital, Prasuti Griha Maternity Hospital, Kathmandu Model Hospital, Cholera Hospital, Eye Hospital, Chest Hospital, Ayurveda Hospital, Kantipur Hospital, National Dental Hospital, Til Ganga Hospital
- Verkehr: Busbahnhöfe: Zentral Bus Terminal Gongabu (an der nördlichen Ringroad), Busbahnhof Ratna Park (Ostseite Tundikhel), Flughafen: Tribhuvan International Airport (unmittelbar am östlichen Stadtrand, ca. 5 km vom Zentrum)
- Ausländische Vertretungen (L: in Lalitpur)

Botschaften: Ägypten (L), Australien, Bangladesch, China, Dänemark, Deutschland, Frankreich, Großbritannien, Indien, Israel, Italien, Japan, Myanmar (L), Nordkorea (L), Norwegen (L), Pakistan, Russland, Schweiz (L), Sri Lanka, Südkorea, Thailand, USA
Konsulate: Finnland, Kanada, Mexiko, Neuseeland, Niederlande (L), Österreich, Philippinen, Slowakei (L), Spanien, Türkei.
- Internationale Einrichtungen und Hilfsorganisationen: Amerikanische Bibliothek, British Council, CARE Nepal, Caritas, CIDA (Kanada), CRS, CWIN, DFID, DVS, GIZ (ehemals GTZ/DED), GVS, Helvetas, ICIMOD, ITDGA, IUCN, JOCV/JICA (Japan), SAARC, SCF (US), SCF (Japan), SCF (GB), SNV (Niederlande), SSSP, SADC (Schweiz), UMN (Mission), UNO, UNFPA, UNICEF, US Peace Corps, USAID, Franz. Kulturzentrum, Goethe-Institut, Indische Bibliothek, Keshar Bibliothek, Russische Bibliothek, Nepal Research Centre, Shanti Leprahilfe (Shanti Sewa Griha)

## Religion

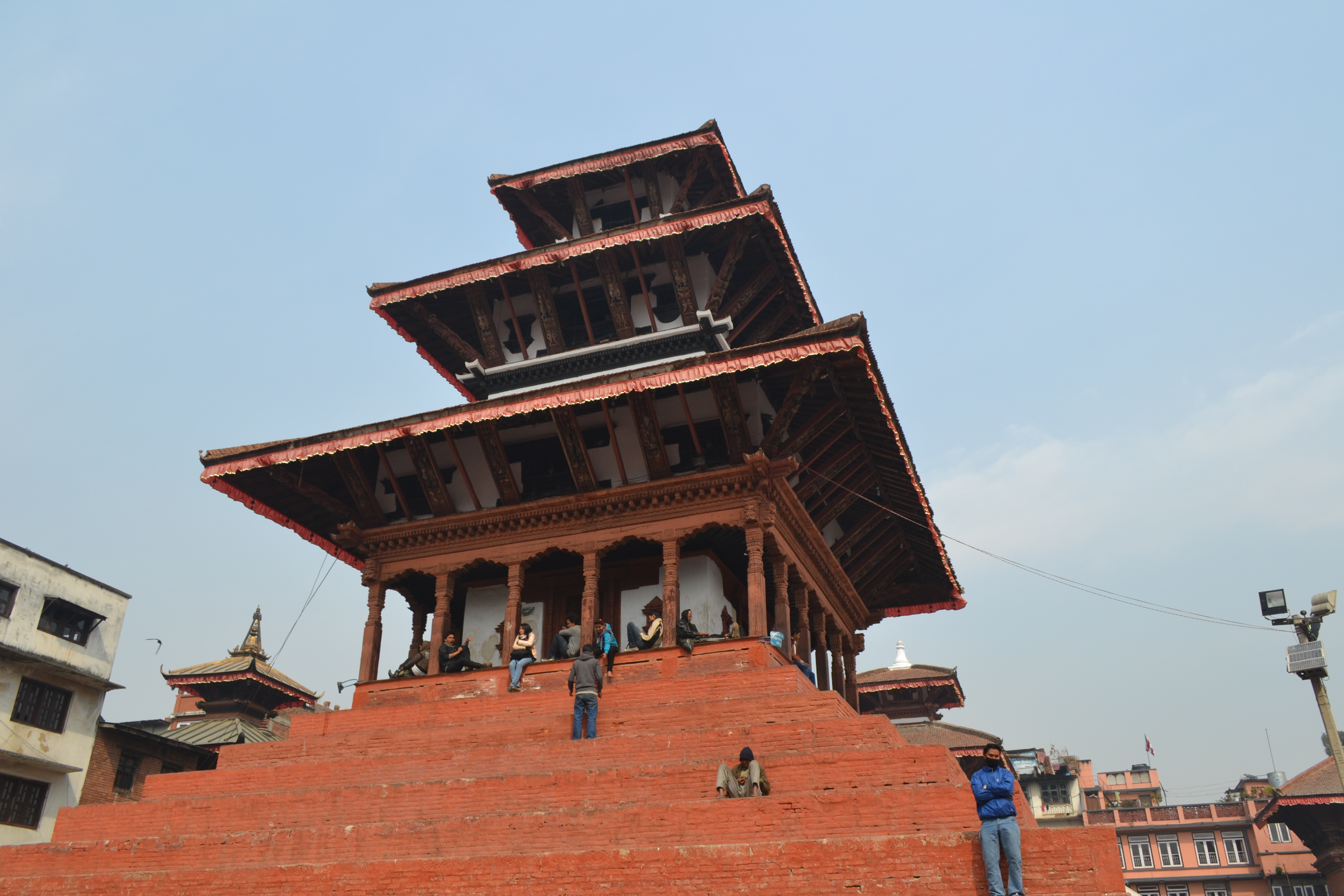
Tempel auf dem Durbar-Platz (Kathmandu)

Kathmandu ist wie Nepal allgemein mehrheitlich hinduistisch, es gibt jedoch seit jeher auch viele Anhänger des Buddhismus, was sich in den großen Anlagen von Swayambhunath und Bodnath mit angegliederten Klöstern und vielen kleineren, über die Stadt verteilten Heiligtümern äußert. Auch Christen und Muslime sind in Kathmandu vorhanden, jedoch stark in der Minderheit. Einer der ältesten Hindutempel ist der 15 Kilometer nordöstlich gelegene Gokarna Mahadev.

## Partnerstädte
- Eugene, Vereinigte Staaten
- Matsumoto, Japan
- Minsk, Belarus
- Pjöngjang, Nordkorea
- Xi’an, Volksrepublik China
- Yangon, Myanmar

## Söhne und Töchter
- Manish Dangi (* 2001), Fußballspieler
- Chöying Drölma (* 1971), buddhistische Nonne und Sängerin
- Bhutila Karpoche (* 1983 oder 1984), kanadische Politikerin
- Manisha Koirala (* 1970), Schauspielerin
- Dichen Lachman (* 1982), australische Schauspielerin
- Dona Sarkar (* 1980), US-amerikanische Softwareentwicklerin und Autorin
- Dechen Shak-Dagsay (* 1959), Mantra-Sängerin
- Anthony Francis Sharma (1937–2015), katholischer Bischof
- Jagjit Shrestha (* 1993), Fußballspieler
- Manjushree Thapa (* 1968), Schriftstellerin
- Daya Vaidya (* 1973), US-amerikanische Schauspielerin